# Сильф

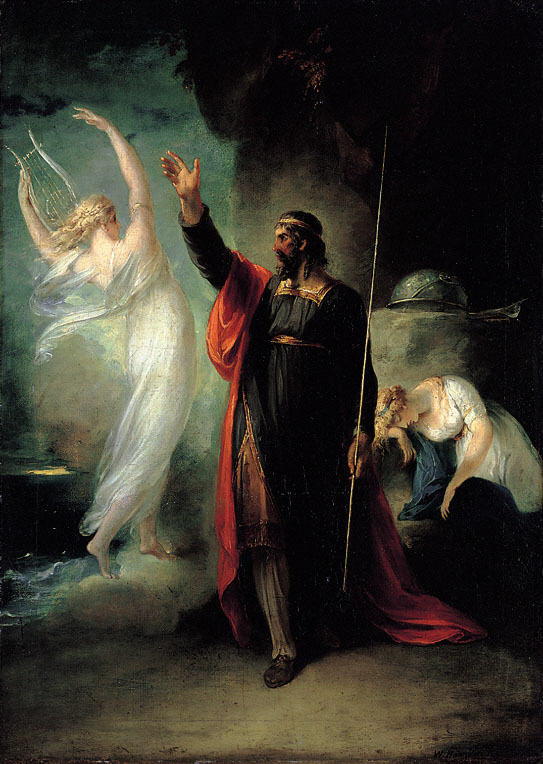
Сильф Арієль (картина "Просперо та Арієль" Вільяма Гамільтона)

Сильфи у кельтській та германській міфології, у повір'ях багатьох європейських народів — один із видів ельфів — духів повітря.
Жіночим родом до сильфів є сильфіда.
Алхіміком Теофрастом Парацельсом були описані як стихійники Повітря.
Іноді сильфи ототожнюються з феями й ельфами, хоча належать до різних мітологічних видів і таке ототожнення не є повністю правильним. Плутанина виникла через схожі деталі в описі цих істот. Сильфи, як і інші духи природи, здебільшого доброзичливо ставляться до людини і шкодять їй, лише коли вона їх дратує.
У переносному значенні сильфою чи сильфідою можуть називати вродливу дівчину.

## Етимологія
Походить від пізн. лат. sylphus, яке в свою чергу походить від silphē (σίλφη), що з давньогрецької означає ‘міль’. Найімовірніше є неологізмом Парацельса, котрий утворений від слів sylvestris (‘лісовий’) і nympha (‘німфа’); по іншій теорії походить із кельтської мітології.

## В алхімії
Сильфи разом із саламандрами, ундинами та гномами утворюють так званий алхімічний квартет.
Описувалися як красиві дівчата з крилами, здатні літати та ставати невидимими. Пізнішими алхіміками та окультистами, як от Холлом Менлі Палмером, їм припусувалася здатність створювати сніжинки та хмари, яке вони виконували за допомогою ундин, котрі забезпечували їх вологою та водою.

## У культурі та мистецтві
- Сильфіда є героїнею однойменного романтичного балету Філіппо Тальоні, створеного в 1832 році, котрий натхненний казкою Шарля Нодьє « Трілбі » . Робота мала значний вплив.

## У сучасній культурі
Аніме та манґа
- У аніме та манзі "Берсерк" присутні згадки про сильфів як про елементалів повітря і давніх духів, які породили расу ельфів Піксі. Там вони виступають як етерні форми атмосфери, які наповнюють світ; духи вітру.
- У всесвіті Sword Art Online в "Альвгеймі" присутні істоти під назвою сильфи.

- У "Monster Girl Encyclopedia" авторства Kenkou Cross є раса істот під назвою сильфи, які згадуються як мутовані з-за дії демонічної енергії елементалі Повітря.

Ігри
- Secret of Mana : магію Сильфіди можна викликати у відеогрі.
- Final Fantasy IV : можна викликати сильфій.
- Final Fantasy XIV : Сильфи — це плем'я маленьких істот з Лісу Темних Покровів, частина яких дружелюбна до гравця, який може покращити свої стосунки з племенем за допомогою щоденних квестів і репутації, інша частина ворожа, зіпсована первісним Раму.
- Tales of : Сильфа — це оригінальний дух Вітру, який зазвичай складається з трьох фей.
- Pokémon : la Sylphe SARL — це багатонаціональна компанія, яка виробляє багато предметів, таких як Poké Balls.
- Flyff : Сильфіда - це еволюція класу Шутів
- Summoners War: Sky Arena : Сильфа і Сильфіда — це два 4-зіркові монстри, чиї пробуджені вітром версії є босами області «Руїни Кабіру».
- Ельдарія: Нова ера : Гравець стикається з персонажем Адальріка: сильфіда, яка приєдналася до охорони Вугра під час його 7-річної коми.

## Схожі образи з інших мітологій
Сильфів, як вищезазначено, часто ототожнюють із феями з-за деяких схожих рис зовнішності, як от крила, що нагадують крила бабок чи метеликів, а також інколи мають малі розміри. Також подібними до сильфів за описом і функціями є Повітрулі, істоти із української мітології, що виступають як "дочки гірських вітрів" та є духами українських Карпат. Також можна згадати про самовіл, які мають дещо схожий зовнішній вигляд (а саме -- крила бабок) і здатність до польоту, але, на відміну від сильфід, є берегинями вод і колодязів, а не власне духами повітря.

## Інші значення
Сильфами інколи звуть жуків з родини мертвоїдів (лат. Silphidae). Також існують птахи із родини колібрі, які звуться небесним та довгохвостим сильфами, назва яких, вочевидь, походить від сильфів-стихійників.